# Ninoczka
Ninoczka (ang. Ninotchka) – amerykański film komediowy z 1939 roku w reżyserii Ernsta Lubitscha. Obraz należy do gatunku tzw. sophisticated comedy.

## O filmie
Film jest antystalinowską komedią, wyreżyserowaną przez Ernsta Lubitscha. Główne role zagrali w nim Greta Garbo i Melvyn Douglas. Produkcję reklamowano sloganem, który przeszedł do historii kina: „Greta Garbo się śmieje!”. Była to pierwsza komediowa rola aktorki – Garbo zerwała tu z utrzymywanym przez wiele lat wizerunkiem femme fatale.
Ninoczka okazała się sukcesem zarówno artystycznym, jak i komercyjnym. Film zarobił 2,2 miliona dolarów i zebrał pozytywne recenzje. Jest to jedna z najsłynniejszych kreacji Grety Garbo, a jednocześnie jej ostatni triumf ekranowy (dwa lata po premierze Ninoczki ukazał się ostatni film w jej dorobku, Dwulicowa kobieta). Za rolę Ninoczki Garbo dostała nominację do Oscara. Łącznie film uzyskał cztery nominacje.
W 1957 roku powstał remake filmu, musical Jedwabne pończoszki, w którym wystąpili Fred Astaire i Cyd Charisse.

## Fabuła
Fabuła filmu oparta jest na treści książki Melchiora Lengyela pod tym samym tytułem. Greta Garbo gra tutaj tytułową bohaterkę, Ninoczkę, tajną wysłanniczkę radzieckiego wywiadu. Zostaje ona wysłana z ważną, sekretną misją z Moskwy do Paryża. Ma ona w obowiązku przyspieszyć opóźniającą się sprawę sprzedaży diamentów należących do księżnej Swany (Ina Claire). Współpracuje z trzema innymi członkami rosyjskiego wywiadu (Sig Ruman, Felix Bressart, Alexander Granach). Proszą oni o pomoc Leona, partnera Swany, w którym Ninoczka zakochuje się.

## Obsada
- Greta Garbo – Ninoczka (Nina Ivanovna Jakuszowa)
- Melvyn Douglas – książę Léon d'Algout
- Ina Claire – Grand Duchess Swana
- Sig Ruman – Michael Simonavicz Iranoff
- Felix Bressart – Bujjanoff
- Alexander Granach – Kopalski
- Béla Lugosi – komisarz Razinin
- Rolfe Sedan – kierownik hotelu
- Gregory Gaye – książę Alexis Rakonin
- Edwin Maxwell – Marcier, jubiler

## Oceny
| Źródło          | Ocena |
| --------------- | ----- |
| AllMovie        | [ 5 ] |
| Filmcritic.com  | [ 6 ] |
| Rotten Tomatoes | 100%  |